# Acupalpus lucens
Acupalpus lucens är en skalbaggsart som beskrevs av Thomas Casey. Acupalpus lucens ingår i släktet Acupalpus och familjen jordlöpare. Inga underarter finns listade i Catalogue of Life.